# 田河水泡・のらくろ館
田河水泡・のらくろ館（たがわすいほう・のらくろかん）は、東京都江東区森下にある田河水泡の美術館である。

## 概要
漫画『のらくろ』で有名な田河水泡の業績を後世に残す目的で、1999年11月に開館した。江東区の多機能型文化ホール・森下文化センターの1階にある。
江東区は田河が幼少期から青年期までを過ごした地であることから、1998年に田河の遺族から作品や書斎机など遺品の寄贈があった。これらの遺品を公益財団法人・江東区文化コミュニティ財団が整理し、森下文化センターに特設展示という形で開館に漕ぎ着けた。
館内は、『のらくろ』にまつわる展示・オブジェ・資料がメイン。『のらくろ』の初版本（1931年）,原画の他、ストーリーの一部,掲載誌（雑誌『少年倶楽部』〔初回〈1931年〉「のらくろ二等卒」を掲載〕や『丸』〔最終回〈1980年〉「のらくろ喫茶店」を掲載〕）や掲載期間なども展示されており、『のらくろ』を知るのに貴重な美術館となっている。
近くの高橋商店街は「のらくろーど」と名付けられている。開館5周年の2004年12月18日より、のらくろは江東区の文化親善大使に任命された。

## 施設データ
- 〒135-0004　東京都江東区森下3-12-17（江東区森下文化センター 1階）
- 指定管理者は、公益財団法人江東区文化コミュニティ財団

## 利用案内
- 開館時間：9:00～21:00
- 休館日：毎月第1・第3月曜日、年末年始（12月28日～1月4日）
- 入館料：無料

## 沿革
- 1998年（平成10年） － 田河水泡の遺族より、遺品の提供を受ける。
- 1999年（平成11年）11月 － 開館。
- 2004年（平成16年）12月18日 － 開館5周年を記念して、のらくろが江東区の文化親善大使に任命された。

## 交通アクセス
- 都営新宿線・大江戸線森下駅（A6出口）より徒歩10分。
- 地下鉄大江戸線清澄白河駅より徒歩10分。
- 都営バス・「門33」（亀戸駅～豊海水産埠頭）系統、高橋下車。徒歩3分。
- 都営バス・「業10」（新橋駅～とうきょうスカイツリー駅）系統、森下5丁目下車。徒歩3分。